# Caballero Kadosh

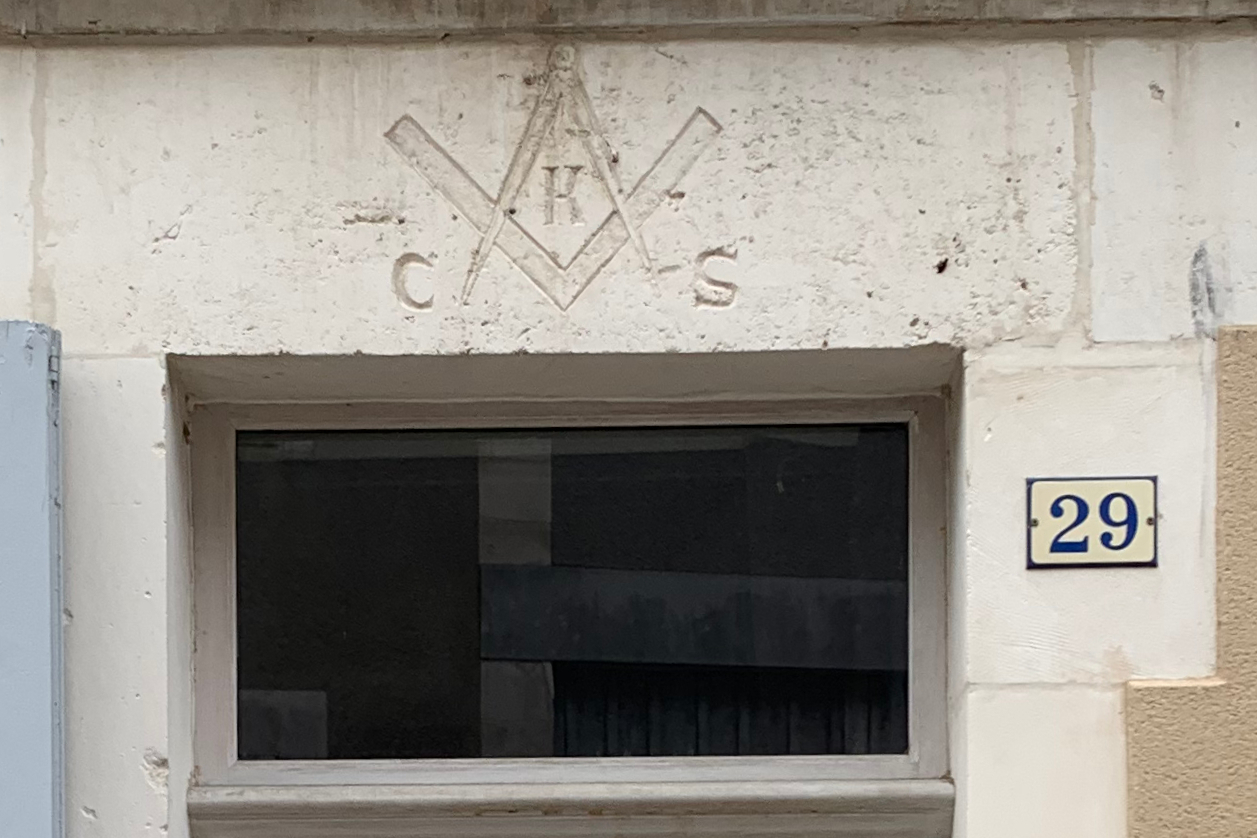
CKS con la escuadra y el compás, en Irancy.

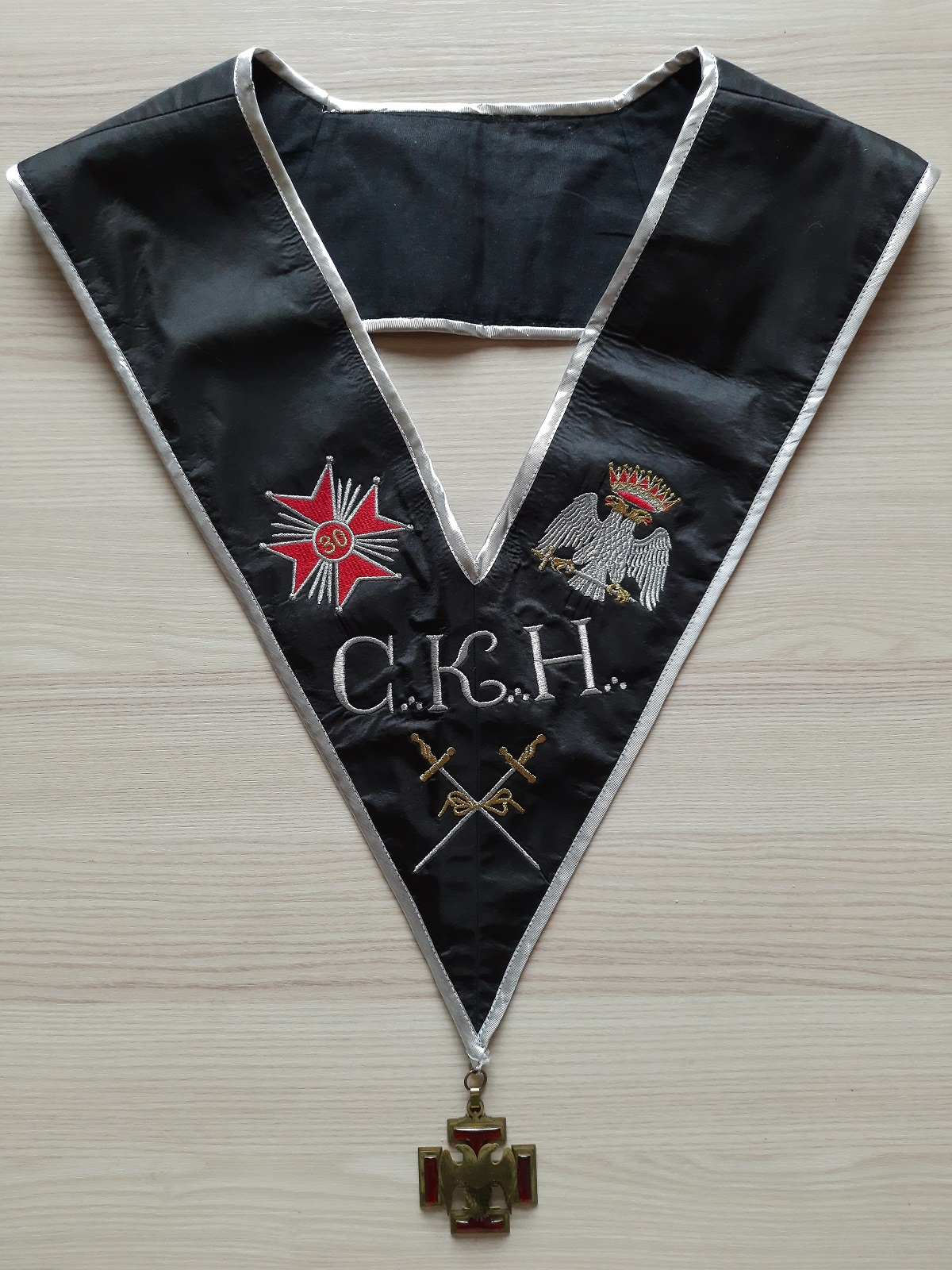
Símbolo oficial del grado

Caballero Kadosh, Caballero Kadosch o Caballero del Águila Blanca y Negra es, en masonería, el nombre de un grado de los altos rangos masónicos del Rito Escocés Antiguo y Aceptado. Es el grado 30.º, en la escala de calificaciones de este rito, el término "Kadosh" proviene de la palabra hebrea "קדוש", que significa "sagrado" o "consagrado". "santificado". El título de Caballero Kadosh a menudo se abrevia en documentos o decoraciones masónicos como C∴ K∴ S∴ o C∴ K∴ H∴

## Historia
Según Roger Dachez, historiógrafo de la masonería, este rango es de origen alemán, aparece en Francia, cerca de Metz en 1760 y desciende del linaje legendario de una francmasonería templaria y de un rango primitivo del nombre de caballeros de Dios y su templo. Grado practicado por un Capítulo Clermont, creado por fuentes francesas y establecido en Berlín alrededor de 1759.
En 1801, se fundó el primer y más antiguo Consejo Supremo del Rito Escocés Antiguo y Aceptado en Charleston, Carolina del Sur. Esta jurisdicción ha adoptado una gran cantidad de grados del Consejo de Emperadores de Oriente y Occidente y del Rito de Perfección, incluido el de Chevalier Kadosh (Caballero Kadosh). El grado es como el trigésimo grado y simplemente se titula caballero Kadosh. El grado recibió una reescritura sustancial de su rito de transmisión en la década de 1850, cuando Albert Pike era Gran Comandante del Consejo Supremo de la Jurisdicción Sur. Se revisó en el 2000.

## Controversia

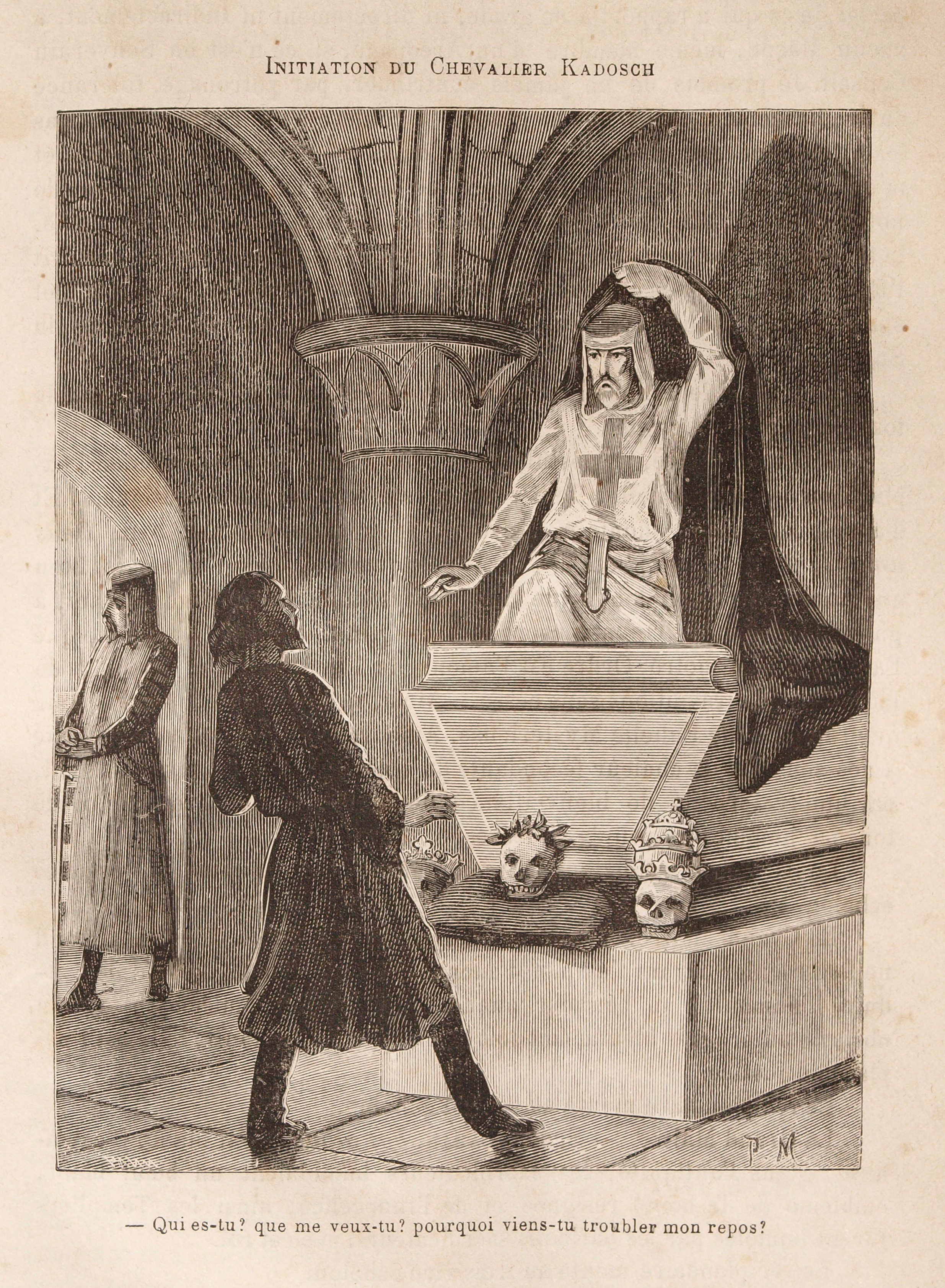
Iniciación al 30o. grado de Caballero Kadosh, según Pierre Méjanel.

El grado masónico de «caballero Kadosh», siendo el grado 30.º del Rito Escocés Antiguo y Aceptado, era considerado como anticatólico por la edición de 1918 de la Catholic Encyclopedia (Enciclopedia católica) que pretendía que el rito de iniciación tenía ánimo de ofender la tiara papal y también de estar relacionado con una venganza templaria que se ejercería mediante asesinato (con un aspecto de asesinato ritual), y cuya graduación es preparatoria.
Esta afirmación no aparece en ninguna edición posterior de esta enciclopedia, aunque fue repetido por el padre William Saunders en el Arlington Catholic Herald en 1996 y confirmada por el ensayista Burkhardt Gorissen.
Julius Evola explica que el grado 30.º es específicamente templario y asocia al elemento iniciático un elemento subversivo y antitradicional, que transforma el rito en contra-iniciación. Evola describe durante el rito que la persona que lo ejecuta tiene que dar una puñalada a una corona y una tiara, los símbolos del doble poder de la autoridad real y pontificia. Según Evola, este gesto expresa el sentido de los eventos que la masonería, como fuerza oculta de la subversión mundial, alentó en el mundo moderno como la revolución francesa, la declaración de Independencia de los Estados Unidos, las revoluciones de 1848, la Primera Guerra Mundial, la revolución turca y la Revolución social española de 1936.
Sobre una mesa, aparecen tres coronas para recordar a Jacques de Molay, último Gran Maestre de la orden Templaria, a su ejecutor, el rey Felipe el Hermoso de Francia, y al papa Clemente V responsable de la desaparición de la orden.